# أقحوان شريف
أقحوان شريف أو بابونج روماني أو بهار نبيل أو مشرف أو قراص أو بابونج 
أو زهرة السبع (الاسم العلمي Chamaemelum nobile)، نبات معمر، موبر، مُبيض اللون الأخضر، من فصيلة النجمية، سوقُه نائمة أو منتصبة تعلو من 10 إلى 30 سم. أزهاره صفراء، لُسيناتُها بيضاء، رُؤيس فردي أنبوبي، القرص مخروطي. أوراقه مُبيضة اللون الأخضر. رائحة النبات نَفَّاذة، طعمه مر وعطري.

## المركبات
زيت دهني، جوهر مر، كافور خاص، راتنج، صمغ، حوامض دهنية، كولين، كبريت، فوسفور، حديد، كالسيوم.

### خصائصه الداخلية
مسكن عصبي لطيف للأولاد، منشط يُزيد عدد كريات الدم البيضاء، منشط معوي وهاضم، مُبيد للبكتيريا، ومن الخارج مضاد لوجع العصب والنقرس والرمد والتهاب العين ولائم للجرح.
ومن الاستعمال الداخلي بروز الأسنان المؤلم عند الأولاد، عسر الهضم وتَطَبُّل البطن وقرحات المعدة والأمعاء، وفقر الدم، احتقان الكبد والطحال. ومن الخارج التهاب الملتحمة والجفون، آلام روماتيزم ونقرس. غسيل الأمراض الجلدية، الحروق، الدمامل، القوبات، الأكزيما.